# Wellington Aparecido Martins
Wellington Aparecido Martins, mais conhecido como Wellington Martins, ou apenas Wellington (São Paulo, 28 de janeiro de 1991), é um futebolista brasileiro que atua como volante. Atualmente, joga pelo Noroeste.

## Carreira

### São Paulo
Início
Revelado nas categorias de base do São Paulo, Wellington estreou pelo time principal com apenas 17 anos, em 18 de maio de 2008, no empate em 1–1 com o Athletico Paranaense na Arena da Baixada, válido pelo Brasileirão. Veio a atuar em apenas mais dois jogos no ano, por coincidência, ambos também contra o Furacão, só que dessa vez, válidos pela Copa Sul-Americana. Ao final do ano, conquistou seu primeiro título como profissional: o Campeonato Brasileiro.
Entre 2009 e 2010, ainda em fase de amadurecimento, o volante permaneceu sendo preterido pelos treinadores da equipe principal, disputando apenas 16 partidas no período, sendo figura mais presente nas categorias inferiores do São Paulo e da Seleção Brasileira.
2011
Após a eliminação para o Avaí na Copa do Brasil, o treinador Paulo César Carpegiani, efetuou mudanças na equipe para a estreia do Tricolor no Brasileirão, sendo uma delas a entrada de Wellington no time titular. Na estreia diante do Fluminense  em São Januário,   o volante atuou bem, conseguindo anular o meia argentino Darío Conca - melhor jogador do Campeonato Brasileiro anterior - o que ajudou o São Paulo a sair do Rio de Janeiro com a vitória por 2–0. A partir de então, o jogador conquistou seu espaço na equipe titular do Soberano e não saiu mais.[carece de fontes?] O primeiro gol de Wellington pelo São Paulo, foi um golaço, no embate diante do Bahia, em 5 de novembro, no Estádio de Pituaçu, válido pelo Campeonato Brasileiro. Ele recebeu a bola pela direita, deu um chapéu no adversário na entrada da área, e sem deixar a bola cair no chão, acertou um lindo chute. Porém, apesar do gol, sua equipe saiu derrotada pelo placar de 4–3 para equipe baiana. Ao todo, o volante atuou em 34 jogos no Campeonato Brasileiro, sendo o jogador de linha com mais jogos pelo São Paulo na competição.
2012
No dia 25 de janeiro, Wellington marcou seu segundo gol com a camisa tricolor, na vitória por 3–2 sobre o Oeste, no Prudentão, válida pelo Paulistão. No mês seguinte, durante um treinamento, o volante rompeu o ligamento cruzado anterior do joelho esquerdo, ficando de fora dos gramados por mais de seis meses. Retornou ao São Paulo, somente na 20ª rodada do Brasileirão, em uma goleada por 4–0 sobre o Botafogo, no Morumbi. Wellington deixou o gramado sendo ovacionado pela torcida são-paulina. A partir de então, o jogador recuperou a sua titularidade e foi importante na arrancada tricolor no returno do Campeonato Brasileiro - sendo o São Paulo campeão do segundo turno - além de ter ajudado o Soberano a conquistar o título inédito e invicto da Copa Sul-Americana, disputando todos os jogos da fase internacional da competição.
2013
Apesar de encerrar o ano de 2012 em boa fase, Wellington iniciou o ano de 2013 oscilando tecnicamente. O técnico Ney Franco, por sua vez, declarou que o jogador tinha um potencial enorme, e tudo pra fechar bem a temporada. No mês de julho, com o time em má fase coletiva, o volante era um dos mais visados pela torcida, o que culminou com ofensas de sua esposa, via Twitter, à torcedores que criticavam as atuações do jogador. No mesmo mês, após a troca de treinadores (Paulo Autuori substituiu Ney Franco no comando técnico da equipe), Wellington voltou a ser o ponto de equilíbrio do meio-campo são-paulino. Segundo o atleta, a chegada de Autuori foi fundamental para que ele recuperasse a confiança:
"O Paulo (Autuori) me ajudou muito desde o dia em que chegou aqui. Conversou comigo e disse que queria contar com o meu futebol. Deu a confiança que eu precisava. Ele tem critério e isso facilita bastante para o atleta. Quando o time é bem treinado, você entra em campo sabendo o que tem que fazer."
2014
No início da temporada de 2014, Wellington celebrou uma marca histórica no clube: iniciar sua sétima temporada consecutiva com a camisa são-paulina, número não alcançado desde 2002, quando França completou o mesmo número de anos na agremiação paulistana  . Em entrevista coletiva, Wellington se declarou feliz com a marca alcançada:
"Fico feliz, porque isso marca a minha história no clube. Não é nada fácil, ainda mais em uma equipe grande como o São Paulo, para um jogador ficar tanto tempo no mesmo time. Os elencos estão sempre mudando, mas continuo aqui. É o time que eu gosto e cresci, por isso espero ficar por mais dez anos no São Paulo."
Apesar do feito alcançado, o volante acabou perdendo espaço na equipe titular de Muricy Ramalho, com a chegada de Souza.

### Internacional
2014
Em 15 de maio de 2014, sem espaço no São Paulo, Wellington foi emprestado por um ano ao Internacional. Fez sua estreia no dia 18 do mesmo mês, no empate em 0–0 diante do Criciúma no Heriberto Hülse, válido pelo Brasileirão. A partir de então, foi titular absoluto da equipe colorada, marcando seu primeiro gol, já no seu terceiro jogo pelo Inter, diante do Cruzeiro, no Estádio Centenário em Caxias do Sul. Apesar de abrir o placar, sua equipe não conseguiu segurar o então líder e posterior campeão da competição, saindo de campo com um revés por 3–1.[carece de fontes?] Ao longo do campeonato, o volante atravessava ótima fase no Colorado, sendo inclusive solicitada pela torcida, sua compra em definitivo pelo clube gaúcho, até que no dia 4 de outubro, novamente em uma derrota para o Cruzeiro, dessa vez no Mineirão por 2–1, o volante rompeu mais uma vez o ligamento cruzado anterior do joelho esquerdo, após dois anos e oito meses da mesma lesão sofrida no São Paulo; ficando de fora dos gramados por nove meses desta vez.
2015
Retornou aos gramados, na 10ª rodada do Brasileirão, quando sua equipe foi derrotada por 3–0 pelo Sport na Ilha do Retiro. Após o longo tempo parado, Wellington não conseguiu repetir as boas atuações do ano anterior, alternando a titularidade com Nílton na maior parte do Campeonato Brasileiro.

#### Caso de Doping
No dia 9 de novembro de 2015, Wellington, juntamente com o seu colega de equipe: Nílton, foram suspensos preventivamente de qualquer jogo oficial, por trinta dias, em razão da detecção de hidroclorotiazida e clorotiazida (substâncias diuréticas proibidas no esporte), em seus exames antidopagem. Ambos foram julgados em 4 de dezembro de 2015, quando foram suspensos de qualquer jogo oficial por cinco meses.

### Retorno ao São Paulo
2016
No dia 2 de abril de 2016, ainda cumprindo suspensão por doping, Wellington sofreu um novo drama na carreira, ao romper novamente o ligamento cruzado anterior do joelho, dessa vez do joelho direito, durante um treinamento no CCT da Barra Funda, com previsão de retorno em até seis meses. O volante retornou aos gramados somente em 22 de outubro de 2016, na vitória por 2–0 sobre a Ponte Preta, no Morumbi, válida pela 32ª rodada do Brasileirão.[carece de fontes?] Somando-se a suspensão por doping e a lesão, o jogador ficou aproximadamente um ano de fora dos gramados. Assim que entrou em campo, Wellington recebeu a faixa de capitão de Rodrigo Caio, e após o apito final, não conteve a emoção e chorou no gramado do Morumbi: 
"É difícil falar, porque o que eu e minha família passamos em função de doping injusto, não foi fácil. Machucar o joelho de novo... Só tenho que agradecer Deus, esposa, pai, mãe e amigos. E agradecer muito ao São Paulo, que me deu muita força e ajudou na minha volta."
Após sua reestreia pelo Tricolor, o volante se disse "pronto" para ajudar o clube, afirmando ser seu torcedor:
"'Sou são-paulino, sempre quis subir de Cotia. Fui campeão aqui. Voltei porque amo muito esse clube. As pessoas que estão aqui sabem do meu carinho pelo clube. Por isso minha volta. Tenho contrato até 2018 com o São Paulo. O meu desejo é permanecer mais, cada dia escrever um capítulo novo da minha história. Não só nos jogos, nos treinos também. Vou procurar meu espaço nos treinamentos."'
 Apesar do empenho, o volante não obteve muito espaço com os treinadores Ricardo Gomes e Rogério Ceni. Atuando em apenas 7 partidas entre outubro de 2016 e abril de 2017, o volante foi emprestado ao Vasco da Gama para a disputa do Brasileirão, em busca da sequência que não ocorria em sua carreira desde 2014.

### Vasco da Gama
2017
Em 26 de maio de 2017, Wellington acertou empréstimo até o fim do ano com o Vasco da Gama para a disputa do Brasileirão. Fez sua estreia pelo Cruzmaltino na derrota por 2–0 diante do Grêmio na Arena do Grêmio, válida pelo     Brasileirão, quando cometeu o pênalti que resultou no primeiro gol da equipe gaúcha.[carece de fontes?] A principio criticado pela torcida, e geralmente entrando no decorrer dos jogos, o volante viu sua situação mudar com a troca do comando técnico da equipe e a chegada de Zé Ricardo. O novo treinador lhe deu a sequencia que ele não tinha desde 2014, com liberdade nos jogos para se infiltrar no ataque como "elemento surpresa", e a evolução do futebol do jogador no Gigante da Colina ficou nítida, firmando-o na equipe titular do Vasco da Gama:
"O Zé (Ricardo) tem um respeito por mim, e eu tenho por ele, sabe que não sou nenhum menino que está começando, tenho uma história. Gosto muito dele. Um dos treinadores que ele respeita e pôde admirar no início da carreira foi o Muricy (Ramalho), justamente o treinador que me subiu no São Paulo, com quem fui tricampeão brasileiro com 17 anos. A gente tem essa identificação até com isso. Podemos fazer um bom trabalho juntos."
No dia 30 de dezembro de 2017, acertou um contrato em definitivo de três anos com o clube.
2018
No dia 21 de maio de 2018, às vésperas da última partida do Vasco da Gama na Copa Libertadores, Wellington junto a outros 6 jogadores postam uma foto polêmica nas redes sociais em alusão às constantes vaias da torcida em suas atuações em campo provocando retaliação da própria torcida e consequente afastamento do elenco cruzmaltino por tempo indeterminado dele e de mais três atletas que postaram a referida foto em suas redes sociais (Paulão, Evander e Gabriel Félix).

### Athletico Paranaense
Após uma constante relação de desgaste entre o jogador, a torcida e o clube, no dia 26 de julho de 2018 Wellington acerta com o Atlético Paranaense por empréstimo por duas temporadas. Com o tempo foi revelado que o atleta ainda possuía vínculo com o São Paulo e que se tinha um acordo verbal de contrato definitivo com o Vasco em outubro de 2018, o que não ocorreu.

### Fluminense
Em 5 de março de 2021, Wellington assinou com o Fluminense e foi logo anunciado com um contrato de 1 ano.

## Seleção Brasileira
Wellington foi campeão com a Seleção Brasileira Sub-19 do Torneio Internacional do Mediterrâneo, realizado na Espanha em 2010, onde além de ser capitão da equipe, foi eleito o melhor jogador do torneio.

## Estatísticas
Até 1 de dezembro de 2020.
| Clube                | Temporada         | Campeonato nacional | Campeonato nacional | Copa nacional[a] | Copa nacional[a] | Competições internacionais[b] | Competições internacionais[b] | Outros torneios[c] | Outros torneios[c] | Total | Total |
| Clube                | Temporada         | Jogos               | Gols                | Jogos            | Gols             | Jogos                         | Gols                          | Jogos              | Gols               | Jogos | Gols  |
| -------------------- | ----------------- | ------------------- | ------------------- | ---------------- | ---------------- | ----------------------------- | ----------------------------- | ------------------ | ------------------ | ----- | ----- |
| São Paulo            | 2008              | 1                   | 0                   | —                | —                | 2                             | 0                             | —                  | —                  | 3     | 0     |
| São Paulo            | 2009              | 6                   | 0                   | —                | —                | 1                             | 0                             | 2                  | 0                  | 9     | 0     |
| São Paulo            | 2010              | 4                   | 0                   | —                | —                | —                             | —                             | 3                  | 0                  | 7     | 0     |
| São Paulo            | 2011              | 34                  | 1                   | —                | —                | 4                             | 0                             | 3                  | 0                  | 41    | 1     |
| São Paulo            | 2012              | 14                  | 0                   | —                | —                | 8                             | 0                             | 6                  | 1                  | 28    | 1     |
| São Paulo            | 2013              | 29                  | 0                   | —                | —                | 16                            | 0                             | 16                 | 0                  | 61    | 0     |
| São Paulo            | 2014              | —                   | —                   | 2                | 0                | —                             | —                             | 14                 | 0                  | 16    | 0     |
| São Paulo            | 2016              | 3                   | 0                   | —                | —                | —                             | —                             | —                  | —                  | 3     | 0     |
| São Paulo            | 2017              | —                   | —                   | 1                | 0                | 1                             | 0                             | 2                  | 0                  | 4     | 0     |
| São Paulo            | Total             | 91                  | 1                   | 3                | 0                | 32                            | 0                             | 46                 | 1                  | 172   | 2     |
| Internacional        | 2014              | 19                  | 1                   | —                | —                | 2                             | 0                             | —                  | —                  | 21    | 1     |
| Internacional        | 2015              | 15                  | 0                   | 2                | 0                | —                             | —                             | —                  | —                  | 17    | 0     |
| Internacional        | Total             | 34                  | 1                   | 2                | 0                | 2                             | 0                             | —                  | —                  | 38    | 1     |
| Vasco da Gama        | 2017              | 26                  | 0                   | —                | —                | —                             | —                             | —                  | —                  | 26    | 0     |
| Vasco da Gama        | 2018              | 4                   | 0                   | 1                | 0                | 9                             | 0                             | 10                 | 0                  | 24    | 0     |
| Vasco da Gama        | Total             | 30                  | 0                   | 1                | 0                | 9                             | 0                             | 10                 | 0                  | 50    | 0     |
| Athlético Paranaense | 2018              | 19                  | 1                   | —                | —                | 8                             | 0                             | —                  | —                  | 27    | 1     |
| Athlético Paranaense | 2019              | 29                  | 0                   | 8                | 0                | 6                             | 0                             | 1                  | 0                  | 44    | 0     |
| Athlético Paranaense | 2020              | 19                  | 0                   | 2                | 0                | 7                             | 0                             | 9                  | 0                  | 37    | 0     |
| Athlético Paranaense | Total             | 67                  | 1                   | 10               | 0                | 21                            | 0                             | 10                 | 0                  | 108   | 1     |
| Total na carreira    | Total na carreira | 222                 | 3                   | 16               | 0                | 64                            | 0                             | 66                 | 1                  | 368   | 4     |

- a. ^ Jogos da Copa do Brasil
- b. ^ Jogos da Copa Libertadores da América e da Copa Sul-Americana
- c. ^ Jogos de Campeonatos estaduais, Supercopa do Brasil e Torneios amistosos

## Títulos
São Paulo
- Campeonato Brasileiro: 2008
- Copa Sul-Americana: 2012[31]
- Florida Cup: 2017
- Eusébio Cup: 2013

Athletico Paranaense
- Copa Sul-Americana: 2018
- Copa do Brasil: 2019
- Copa Suruga Bank: 2019
- Campeonato Paranaense: 2020

Fluminense
- Campeonato Carioca: 2022
- Taça Guanabara: 2022

Seleção Brasileira -Sub-19
- Torneio Internacional do Mediterrâneo: 2010

### Prêmios Individuais
Seleção Brasileira - Sub-19
- Torneio Internacional do Mediterrâneo: 2010 (Jogador do Torneio)